# Jussinsaari (ö i Lappland, Rovaniemi, lat 66,11, long 27,00)
Jussinsaari är en ö i Finland. Den ligger i sjön Simojärvi och i kommunen Ranua i den ekonomiska regionen  Rovaniemi ekonomiska region  och landskapet Lappland, i den norra delen av landet, 700 km norr om huvudstaden Helsingfors. Öns area är 1,6 hektar och dess största längd är 250 meter i sydöst-nordvästlig riktning.